# Austrosaropogon insulanus
Austrosaropogon insulanus är en tvåvingeart som beskrevs av Daniels 1991. Austrosaropogon insulanus ingår i släktet Austrosaropogon och familjen rovflugor. Inga underarter finns listade i Catalogue of Life.